# Regierung Verhofstadt III
Die belgische Übergangsregierung Verhofstadt III war vom 21. Dezember 2007 bis zum 20. März 2008 im Amt. Am 23. Dezember 2007 sprach ihr die Abgeordnetenkammer das Vertrauen aus. Die Regierung bestand aus vierzehn Ministern (Premierminister einbegriffen).
Diese dritte von Guy Verhofstadt (VLD) angeführte Regierung setzte sich aus den flämischen (Open VLD) und frankophonen Liberalen (MR), den flämischen Christdemokraten (CD&V) – jedoch ohne ihren damaligen Kartellpartner, der N-VA (flämische Nationalisten) – und den frankophonen Zentrumshumanisten (cdH) und Sozialisten (PS) zusammen. Die flämischen Sozialisten (sp.a) dagegen waren nicht Teil dieser Koalition und somit war die Regierung Verhofstadt III die erste asymmetrische Regierung in der belgischen Geschichte.
Bei der Wahl 2007 hatte die sozialliberale Koalition der vorherigen Regierung Verhofstadt II eine erneute Mehrheit knapp verfehlt, die Partei Verhofstadts (Open VLD) erreichte nur 11,8 % und den vierten Platz. Wahlsieger Yves Leterme von den flämischen Christdemokraten (CD&V) schaffte es jedoch in zwei Anläufen nicht, eine Regierung zu bilden. Nach einer langen politischen Krise, die besonders durch die auseinandergehenden Meinungen von Flamen und Frankophonen bezüglich einer sechsten Staatsreform geschürt wurde, beauftragte König Albert II. den scheidenden Premierminister im Dezember mit der Bildung einer Übergangsregierung. Am 21. Dezember 2007 und 195 Tage nach den Wahlen legte die Regierung Verhofstadt III ihren Eid ab.
Die Regierung war klar als reine Übergangsregierung ins Leben gerufen worden und sollte lediglich ihrer Nachfolgerin den Weg ebnen. Am 20. März 2008 trat sie geschlossen zurück und noch am selben Tag legte die Regierung Leterme I ihren Eid vor dem König ab.

## Zusammensetzung
| Minister                                                                               | Name              | Partei   |
| -------------------------------------------------------------------------------------- | ----------------- | -------- |
| Premierminister                                                                        | Guy Verhofstadt   | Open VLD |
| Vizepremierminister, Minister für Finanzen und institutionelle Reformen                | Didier Reynders   | MR       |
| Vizepremierminister, Minister für den Haushalt, Mobilität und institutionelle Reformen | Yves Leterme      | CD&V     |
| Ministerin für Soziales und Gesundheit                                                 | Laurette Onkelinx | PS       |
| Minister für innere Angelegenheiten                                                    | Patrick Dewael    | Open VLD |
| Minister für auswärtige Angelegenheiten                                                | Karel de Gucht    | Open VLD |
| Ministerin für Wirtschaft, Selbstständige und Landwirtschaft                           | Sabine Laruelle   | MR       |
| Minister für Pensionen und soziale Integration                                         | Christian Dupont  | PS       |
| Minister für Arbeit                                                                    | Josly Piette      | cdH      |
| Minister für Justiz                                                                    | Jo Vandeurzen     | CD&V     |
| Minister der Verteidigung                                                              | Pieter De Crem    | CD&V     |
| Minister für Klima und Energie                                                         | Paul Magnette     | PS       |
| Minister der Entwicklungszusammenarbeit                                                | Charles Michel    | MR       |
| Ministerin für öffentlichen Dienst und öffentliche Unternehmen                         | Inge Vervotte     | CD&V     |